# Aglia dealbata
Aglia dealbata är en fjärilsart som beskrevs av Günner. 1908. Aglia dealbata ingår i släktet Aglia och familjen påfågelsspinnare. Inga underarter finns listade i Catalogue of Life.